# Grand Prix automobile d'Alexandrie 1930
Le Grand Prix automobile d'Alexandrie 1930 (VII° Circuito di Alessandria) est un Grand Prix qui s'est tenu à Alexandrie le 20 avril 1930 et disputé par deux classes : les véhicules de moins de 1 100 cm3 et les véhicules de plus de 1 100 cm3.

## Classement de la course
| Pos  | no    | Pilote             | Écurie               | Châssis               | Tours | Temps/Abandon                    | Grille |
| ---- | ----- | ------------------ | -------------------- | --------------------- | ----- | -------------------------------- | ------ |
| 1    | 40/11 | Achille Varzi      | Privé / Alfa Corse ? | Alfa Romeo P2         | 8     | 2 h 22 min 42 s 0 (107,638 km/h) |        |
| 2    | 46/19 | Juan Zanelli       | Privé                | Bugatti Type 35B      | 8     | + 2 min 18 s 0                   |        |
| 3    | 6/13  | Enzo Ferrari       | Scuderia Ferrari     | Alfa Romeo 6C 1750 SS | 8     | + 4 min 18 s 0                   |        |
| 4    | 36/17 | Federico Valpreda  | Privé                | Alfa Romeo 6C 1750    | 8     | + 10 min 14 s 8                  |        |
| 5    | 12/15 | Antonio Brivio     | Privé                | Alfa Romeo 6C 1500    | 8     | + 11 min 24 s 0                  |        |
| 6    | 30/21 | Arrigo Sartorio    | Privé                | Maserati Tipo 26      | 8     | + 13 min 48 s 2                  |        |
| 7    | 14/16 | Mario Dafarra      | Privé                | Alfa Romeo 6C 1750    | 8     | + 17 min 16 s 8                  |        |
| 8    | 44/22 | Amedeo Ruggeri     | Privé                | OM 665                | 8     | + 19 min 35 s 0                  |        |
| 9    | 2/18  | Filippo Sartorio   | Privé                | Alfa Romeo 6C 1500    | 8     | + 22 min 33 s 6                  |        |
| 10   | ?/23  | Abele Clerici      | Privé                | Salmson               | 8     | + 22 min 34 s 6                  |        |
| 11   | 8/14  | Alfredo Caniato    | Scuderia Ferrari     | Alfa Romeo 6C 1750 SS | 8     | + 22 min 54 s 0                  |        |
| 12   | ?/24  | Victor Marret      | Privé                | Salmson               | 8     | + 26 min 8 s 0                   |        |
| 13   | ?/27  | Luigi Platé        | Privé                | Lombard AL3           | 8     |                                  |        |
| 14   | ?/25  | Carlo Premoli      | Privé                | Salmson               | 8     |                                  |        |
| Abd. | ?/26  | Luigi Castelbarco  | Privé                | Amilcar               | ?     |                                  |        |
| Abd. | 24/20 | Georges Bourianou  | Privé                | Bugatti Type 35B      | 4     | Accident                         |        |
| Abd. | 48/12 | Tazio Nuvolari     | Privé / Alfa Corse ? | Alfa Romeo 6C 1750    | 0     | Tuyau d'huile                    |        |
| Np.  |       | Hans Stuber        | Privé                | Bugatti Type 35C      | 0     | Non partant                      |        |
| Np.  |       | Giovanni Viola     | Privé                | Diatto?               | 0     | Non partant                      |        |
| Np.  |       | Clemente Biondetti | Privé                | Talbot?               | 0     | Non partant                      |        |

- Légende: Abd.=Abandon ; Np.=Non partant

## Pole position et record du tour
- Pole position :  Inconnu (Inconnu).
- Meilleur tour en course :  Achille Varzi (Alfa Romeo) en 16 min 53 s 4 (113,678 km/h).

## À noter
- Exceptionnellement, le no 13 est au départ (Enzo Ferrari sur Alfa Romeo).